# 센티그레이드 (2007년 영화)
센티그레이드(Centigrade)는 캐나다에서 제작된 콜린 커닝햄 감독의 2007년 영화이다. 콜린 커닝햄 등이 주연으로 출연하였고 매디슨 그레이 등이 제작에 참여하였다.

## 출연
- 콜린 커닝햄